# 久保田譲
久保田 譲（くぼた ゆずる、1847年6月22日（弘化4年5月10日） - 1936年（昭和11年）4月14日）は明治時代の日本の文部官僚、政治家。位階勲等は正二位勲一等。男爵。旧名・譲之助、譲二郎。
文部省草創の頃から中央教育行政にたずさわり、官立広島師範学校長、文部省会計局長・普通学務局長、文部次官・大臣、貴族院議員、枢密顧問官を歴任した。

## 生涯
但馬国豊岡藩京極家の世臣・久保田周輔の二男として豊岡本町で生まれる。
幕末動乱期に際して藩校・稽古堂で但馬聖人と仰がれた儒学者の池田草庵に教えを受け、但馬養父郡に池田草庵の開いた私塾・青谿書院にて文武を修める。1867年（慶応3年）4月、日光神領で報徳仕法を行っていた二宮尊徳の子の二宮尊行に弟子入りして仕法を学んだ。1868年（慶応4年）4月に戊辰戦争の影響で報徳仕法が中断されると師の尊行は相馬中村藩に退去するが久保田は日光に残って下野国都賀郡引田村（現・栃木県鹿沼市引田）で行っていた報徳仕法の継続を図った。1869年（明治2年）2月に日光県に出仕すると開墾方主役となって県内の復興事業を任せられる。1871年（明治4年）11月に日光県が廃県となり辞職。
その後、上京して慶應義塾（現在の慶應義塾大学）に入学し、在学中に小幡篤次郎らの推薦で明六社に参加し、1872年（明治5年）に文部省に出仕した。辻新次、浜尾新らに次ぐ古参文部官僚として、文部大書記官を経て会計局長まで順当に出世していった。ローマ字を小学校で教えることについての建議は、1874年（明治7年）に広島師範学校長を務めていた久保田が文部省に提出したのが最初とされている。1889年（明治22年）に欧米に派遣され、帰国後は文部大録、普通学務局長、文部次官を歴任。1893年（明治26年）の文部省退官後、1894年（明治27年）1月23日、貴族院議員に勅選され、学制研究会の中心人物として学制改革論者の急先鋒となる。1899年（明治32年）の帝国教育会臨時講演会における久保田の講演が契機となって、同月帝国教育会会長・辻新次と学制研究会会長・長岡護美の斡旋により、「学制改革同志会」が結成された。
「学制改革同志会」は官立私立に差別は設けないと言明。慶應義塾をはじめとする私立大学を各地に作るように主張。更に大学卒業までの修業年限の短縮を意図した学制改革運動が展開され、これに反対する東京帝大側の菊池大麓や外山正一らとの間で論争が行われるなど、ドイツの制度に做って、日本国の学校系統を再構成しようとする意図を示した。
1903年（明治36年）には第1次桂内閣の文部大臣に就任。しかし、日露戦争を契機に戸水寛人ら東京帝国大学の教授らが、対露強硬外交を唱え、さらに日露講和条約締結に際し、反対運動に参加した。久保田は政府の命を受けてまず、戸水寛人と帝大総長の山川健次郎を休職処分としたが、大学自治を掲げて京都帝大の教授らも抗議して辞表を提出したため、戸水事件を誘発した責任で引責辞任せざるをえなくなった。なお、旧薩摩藩と旧幕臣以外で文部大臣を2人以上出したのは旧豊岡藩のみである。
その後、親任官となり、大正6年（1917年）に臨時教育会議副総裁に就任。メンバーは、平田東助（総裁）、岡田良平、小松原英太郎、一木喜徳郎、江木千之、鎌田栄吉、児玉秀雄、阪谷芳郎、古市公威ら。同年11月に枢密顧問官となり、大正8年（1919年）に臨時教育委員会会長に就任（副会長は一木喜徳郎）。
昭和4年（1929年）議定官に選ばれる。昭和6年（1931年）には宗秩寮審議官を仰せつけられ、皇族・皇族会議・華族・爵位などに関する事務を司る。墓所は染井霊園。

## 親族
- 父 久保田周輔（豊岡藩士、二宮尊徳門人）[3]
- 長男 久保田敬一（鉄道次官、貴族院男爵議員）[7]
- 弟 久保田貫一（明治期の官僚）

## 栄典・授章・授賞
位階

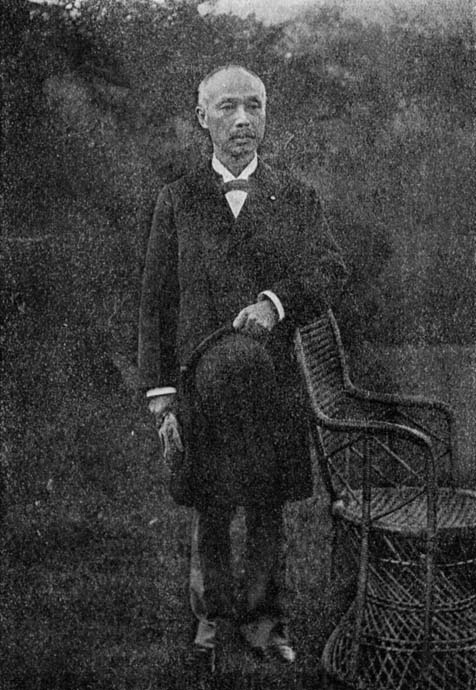
久保田譲

- 1879年（明治12年）12月19日 - 正七位
- 1881年（明治14年）1月21日 - 従六位
- 1883年（明治16年）2月3日 - 正六位
- 1885年（明治18年）10月31日 - 従五位[8]
- 1892年（明治25年）6月25日 - 従四位[9]
- 1893年（明治26年）4月11日 - 正四位[10]
- 1905年（明治38年）10月20日 - 従三位[11]
- 1917年（大正6年）10月1日 - 正三位
- 1924年（大正13年）12月15日 - 従二位[12]
- 1931年（昭和6年）12月28日 - 正二位[13]

勲章等
- 1882年（明治15年）12月29日 - 勲六等単光旭日章
- 1889年（明治22年）11月29日 - 大日本帝国憲法発布記念章[14]
- 1888年（明治21年）5月29日 - 勲五等双光旭日章[15]
- 1892年（明治25年）6月29日 - 勲四等瑞宝章[16]
- 1904年（明治37年）12月27日 - 勲三等瑞宝章[17]
- 1905年（明治38年）12月22日 - 勲二等瑞宝章
- 1906年（明治39年）4月1日 - 勲一等瑞宝章[18]
- 1907年（明治40年）9月21日 - 男爵 [19]
- 1912年（大正元年）8月1日 - 韓国併合記念章
- 1915年（大正4年）11月10日 - 大礼記念章[20]
- 1919年（大正8年）5月24日 - 旭日大綬章[21]
- 1928年（昭和3年）11月10日 - 大礼記念章
- 1931年（昭和6年）3月20日 - 帝都復興記念章[22]
- 1934年（昭和9年）3月1日 - 建国功労章（満州国）
- 1936年（昭和11年）4月14日 - 旭日桐花大綬章[23]

## 著作
- 「東京府下学事巡視功程」（『文部省第八年報附録』）
- 「神奈川埼玉群馬三県学事巡視」（『文部省第九年報附録』）
- 『教育制度改革論』 帝国教育会、1899年11月
  - 大久保利謙編 『明治文化資料叢書 第8巻 教育編』 風間書房、1961年5月
- 「学制頒布並に被仰出書」「学制改革の発端」（国民教育奨励会編纂 『教育五十年史』 民友社、1922年10月 ／ 国書刊行会〈明治教育古典叢書〉、1981年4月 ／ 日本図書センター、1982年1月）

## 関連文献
- 「正四位勲四等 貴族院議員 久保田譲」（杉本勝二郎編纂 『国乃礎後編 下編』 国乃礎編輯所、1895年4月 ／ 霞会館、1991年10月）
- 石川半山 「新任文部大臣 久保田譲君」（『教育界』第3巻第1号、金港堂書籍、1903年11月）
- 鳥谷部春汀 「久保田文部大臣」（『太陽』第9巻第13号、博文館、1903年11月）
  - 鳥谷部春汀著 『時代人物月旦』 博文館、1905年4月
  - 鳥谷部春汀著 『春汀全集 第二巻 明治人物月旦』 博文館、1909年8月
- 鳥谷部春汀 「久保田譲氏と牧野伸顕氏」（『太陽』第12巻第8号、博文館、1906年6月）
  - 前掲 『春汀全集 第二巻 明治人物月旦』
- 「久保田譲」（藤原喜代蔵著 『人物評論 学界の賢人愚人』 文教会、1913年2月 ／ 東出版〈辞典叢書〉、1997年9月、ISBN 487036056X）
- 「教育界出身の文部大臣」「学制改革案と久保田文部大臣」（横山健堂著 『文部大臣を中心として評論せる 日本教育の変遷』 中興館書店、1914年11月 ／ 臨川書店、1974年9月）
- 「久保田譲」（国立公文書館所蔵 「枢密院文書・高等官転免履歴書三・昭和十一年〜昭和二十二年」、アジア歴史資料センター Ref. A06051179200）
  - 『国立公文書館所蔵 枢密院高等官履歴 第6巻』 東京大学出版会、1997年3月、ISBN 413098716X
- 麻生正蔵 「久保田男追慕の辞」（『丁酉倫理会 倫理講演集』第406輯、1936年8月）
- 松浦鎮次郎 「久保田譲男を偲ぶ」（『帝国教育』第699号、帝国教育会、1937年1月）
- 中野実 「久保田譲文書の概要」（『かわら版』第3号、近代日本教育史料研究会、1986年11月）
  - 「久保田譲関係文書目録（稿）」（『かわら版』第29号、1989年2月 ／ 第30号、1989年3月）
  - 中野実研究会編 『反大学論と大学史研究 : 中野実の足跡』 東信堂、2005年5月、ISBN 4887136153
- 「出身人物略伝」（豊岡市史編集委員会編 『豊岡市史 下巻』 豊岡市、1987年3月）
- 「久保田譲 : 硬骨文相」（野村英一著 『三田の政官界人列伝』 慶應義塾大学出版会、2006年4月、ISBN 4766412494）
- 田中智子 「東書文庫久保田譲旧蔵文書について」（『1880年代教育史研究会ニューズレター』第20号、2008年1月）
- 島田赳幸 「久保田譲」（伊藤隆、季武嘉也編 『近現代日本人物史料情報辞典 4』 吉川弘文館、2011年2月、ISBN 9784642014601）
- 久保田堀通水150年記念事業実行委員会編『二宮尊徳と久保田譲之助 : 最後の仕法が拓いた未来』2019年12月